# 槇原敬之 Concert Tour 2022 〜宜候〜 (アルバム)
『槇原敬之 Concert Tour 2022 〜宜候〜』（まきはら のりゆき コンサート ツアー ようそろ） は、槇原敬之の6作目の配信限定ライブ・アルバムと22作目となる映像作品。
2022年11月2日同時発売。

## 概要
槇原が、前年2021年10月25日（配信）、10月27日（CD）で発売したアルバム『宜候』を引っ提げて2022年5月14日のTACHIKAWA STAGE GARDEN公演から2022年7月22日のグランキューブ大阪公演までの全18ヶ所23公演を行ったツアーから東京国際フォーラム ホールA公演でのライブの模様を完全収録している。本作の発売の旨は、2022年9月27日に情報解禁された。続いてデビュー日である10月25日にはダイジェスト映像が公開された。11月2日解禁の音楽ナタリーの記事では本作の発売に関するインタビューに答えている。
DVDは2枚組、Blu-rayは1枚組となっておりDVDは「虹色の未来」からアンコールまでをディスク2に収録。それぞれ特典映像が収録されている。

## 配信ライブ・アルバム収録曲
本編
1. introduction〜東京の蕾〜
2. ハロー!トウキョウ
3. どんなときも。
4. 悶絶
5. 遠く遠く
6. 特別な夜
7. 東京DAYS
8. 悲しみは悲しみのままで
9. 花水木
10. わさび
11. HOME
12. 虹色の未来
13. 僕が一番欲しかったもの
14. 好きなものに変えるだけ
15. 世界に一つだけの花
16. 宜候
17. Home Sweet Home
18. Love & Peace Inside?
19. 君は僕の宝物

## Blu-ray & DVD収録曲
Blu-ray本編
- introduction〜東京の蕾〜
- ハロー!トウキョウ
- どんなときも。
- 悶絶
- 遠く遠く
- 特別な夜
- 東京DAYS
- 悲しみは悲しみのままで
- 花水木
- わさび
- HOME
- 虹色の未来
- 僕が一番欲しかったもの
- 好きなものに変えるだけ
- 世界に一つだけの花
- 宜候
- Home Sweet Home
- Love & Peace Inside?
- 君は僕の宝物
- 収録当日の舞台裏（特典映像）
- 各地のオフショット（特典映像）
- WOWOW番組エンドロール（特典映像）

DVD本編
DISC-1
- introduction〜東京の蕾〜
- ハロー!トウキョウ
- どんなときも。
- 悶絶
- 遠く遠く
- 特別な夜
- 東京DAYS
- 悲しみは悲しみのままで
- 花水木
- わさび
- HOME

DISC-2
- 虹色の未来
- 僕が一番欲しかったもの
- 好きなものに変えるだけ
- 世界に一つだけの花
- 宜候
- Home Sweet Home
- Love & Peace Inside?
- 君は僕の宝物
- 収録当日の舞台裏（特典映像）
- 各地のオフショット（特典映像）
- WOWOW番組エンドロール（特典映像）